# زنغ وي
زنغ وي (بالصينية: 曾维) هو سياسي صيني، ولد في 1956. حزبياً، نشط في الحزب الشيوعي الصيني.